# Двигатель Nissan RD
Nissan RD — серия рядных шестицилиндровых дизельных двигателей внутреннего сгорания на базе Nissan RB с одним верхним распределительным валом.

## Описание
Впервые двигатель Nissan RD был представлен в 1985 году. До 1997 года двигатель оснащался механическим впрыском топлива, а с 1997 года — электронным. Версии с турбонаддувом получили индексы RD28T (с электронным впрыском RD28ET) и устанавливались на Nissan Safari. В 2009 году двигатель был снят с производства.

## RD28
- 2,8 л (2826 см3), SOHC, диаметр цилиндра 85 мм[1][2][3].

### RD28 Series 1
- Клапанов на цилиндр: 12
- Мощность: 69—74 кВт (94—100 л. с.) при 4800 об/мин
- Крутящий момент: 177—181 Н⋅м при 2400 об/мин

#### Устанавливался на
- Nissan Skyline R31 (1985—1987)
- Nissan Laurel C32/C34 (1986—1993)
- Nissan Cedric/Nissan Gloria Y30/Y32 (1985—1993)
- Nissan Cedric/Nissan Gloria Y31 (1987—1999)
- Nissan Crew K30 (1993—1999)
- Nissan Cefiro A31 (1988—1993)

### RD28 Series 2
- Мощность: 74 кВт (100 л. с.) при 4800 об/мин
- Крутящий момент: 178 Н⋅м при 2400 об/мин

#### Устанавливался на
- Nissan Cedric Y31 (08.1999—2002)
- Nissan Laurel C35 (1999—2001)
- Nissan Crew K30 (1999—2009)

### RD28E
- Мощность: 74 кВт (100 л. с.) при 4800 об/мин
- Крутящий момент: 178 Н⋅м при 2400 об/мин

#### Устанавливался на
- Nissan Cedric Y31 (08.1999—2002)[4]
- Nissan Laurel C35 (1999—2001)[5]
- Nissan Crew K30 (1999—2009)[6]

## RD28T
- 2,8 л (2826 см3), SOHC, турбонаддув
- Мощность: 92 кВт (125 л. с.) при 4400 об/мин
- Крутящий момент: 255 Н⋅м при 2400 об/мин

### Устанавливался на
- Nissan Safari Spirit Y60 (1996—1997)[7]
- Nissan Civilian

### RD28ETi1
- Мощность: 99 кВт (133 л. с.) при 4000 об/мин
- Крутящий момент: 287 Н⋅м при 2000 об/мин

#### Устанавливался на
- Nissan Safari Spirit Y61 (1997—1999)

### RD28ETi2
- Мощность: 107 кВт (143 л. с.) при 4000 об/мин
- Крутящий момент: 261 Н⋅м при 2000 об/мин